# Jean-Michel Esponda
Pas d'image ? Cliquez ici

a Compétitions nationales et continentales officielles uniquement.

b Matchs officiels uniquement.
Jean-Michel Esponda, né le 24 avril 1943 à Hendaye, est un joueur de rugby à XV, qui a joué avec l'équipe de France et à l'USA Perpignan au poste de pilier (1,85 m pour 96 kg).

## Biographie
Jean-Michel Esponda dispute son premier test match le 15 juillet 1967 contre l'équipe d'Afrique du Sud, et le dernier contre l'équipe d'Angleterre, le 22 février 1969.

## Palmarès

### En club
- Finaliste du Challenge Yves du Manoir en 1965
- Champion de France junior (Reichel) en 1963 avec le Racing Club de France

### En équipe nationale
- Sélections en équipe nationale : 10
- Sélections par année : 3 en 1967, 4 en 1968, 3 en 1969
- Tournoi des Cinq Nations disputé : 1969